# 宽瓣全唇兰
宽瓣全唇兰（学名：Myrmechis urceolata）为兰科全唇兰属下的一个种。

## 扩展阅读
- 維基物種上的相關：宽瓣全唇兰